# Belgische verkiezingen 1946
Op zondag 17 februari 1946 werden verkiezingen in België gehouden. Dit waren de eerste verkiezingen na de Tweede Wereldoorlog.
Na de oorlog werden pogingen ondernomen om de verzuiling te doorbreken. Dat was ook het doel van de Union Démocratique Belge (UDB), een progressieve partij die bij de verkiezingen slechts één zetel wist te behalen. Veel kiezers bleven trouw aan de traditionele partijen, al waren die niet meer dezelfde. Met de omvorming tot Christelijke Volkspartij (CVP) werd de Katholieke Partij een ledenpartij met een eerder progressief en personalistisch programma. De vroegere BWP, besmeurd door de collaboratie van onder andere Hendrik De Man, vormde zich om tot Belgische Socialistische Partij (BSP). Die keerde eerst nog terug naar de periode voor het reformisme. Dit was het gevolg van het feit dat de communisten aan invloed leken te winnen (in de verkiezingen deden ze dat ook). Uiteindelijk bracht de Koude Oorlog de socialisten weer op het spoor van de in de jaren dertig ingezette trend.

## Uitslagen
Ingeschreven kiezers: 2.724.796 (2.719.506 mannen en 5.290 vrouwen)

### Kamer
| Partij                 | Partij                              | Stemmen   | %    | Zetels | +/– |
| ---------------------- | ----------------------------------- | --------- | ---- | ------ | --- |
|                        | CVP/PSC                             | 1 006 293 | 42,5 | 92     | +19 |
|                        | BSP/PSB                             | 746 738   | 31,6 | 69     | +5  |
|                        | KPB/PCB                             | 300 099   | 12,7 | 23     | +14 |
|                        | LP/PL                               | 211 143   | 8,9  | 17     | -16 |
|                        | UDB                                 | 51 095    | 2,2  | 1      | +1  |
|                        | Kartel van liberalen en socialisten | 37 844    | 1,6  | 0      | 0   |
|                        | Andere                              | 12 426    | 0,5  | 0      | -21 |
|                        | Blanco en ongeldig                  | 94 891    | –    | –      | –   |
|                        | Totaal                              | 2 460 529 | 100  | 202    | +2  |
| Bron : Nohlen & Stöver |                                     |           |      |        |     |

### Senaat
| Partij                | Partij                              | Stemmen   | %    | Zetels | +/– |
| --------------------- | ----------------------------------- | --------- | ---- | ------ | --- |
|                       | CVP/PSC                             | 999 264   | 42,7 | 51     | +16 |
|                       | BSP/PSB                             | 729 943   | 31,2 | 34     | -1  |
|                       | KPB/PCB                             | 300 655   | 12,9 | 11     | +8  |
|                       | LP/PL                               | 214 837   | 9,2  | 4      | -12 |
|                       | UDB                                 | 48 441    | 2,1  | 0      | 0   |
|                       | Kartel van liberalen en socialisten | 33 732    | 1,4  | 1      | +1  |
|                       | Andere                              | 11 383    | 0,5  | 0      | -12 |
|                       | Blanco en ongeldig                  |           | –    | –      | –   |
|                       | Totaal                              | 2 338 255 | 100  | 101    | 0   |
| Bron: Nohlen & Stöver |                                     |           |      |        |     |

## Verkozenen
- Kamer van volksvertegenwoordigers (samenstelling 1946-1949)
- Samenstelling Belgische Senaat 1946-1949

## Regeringsvorming
De minderheidsregering regering-Spaak II werd gevormd maar kreeg geen vertrouwen van het parlement. Vervolgens werd de regering-Van Acker III gevormd.